# Al-Mustanjid

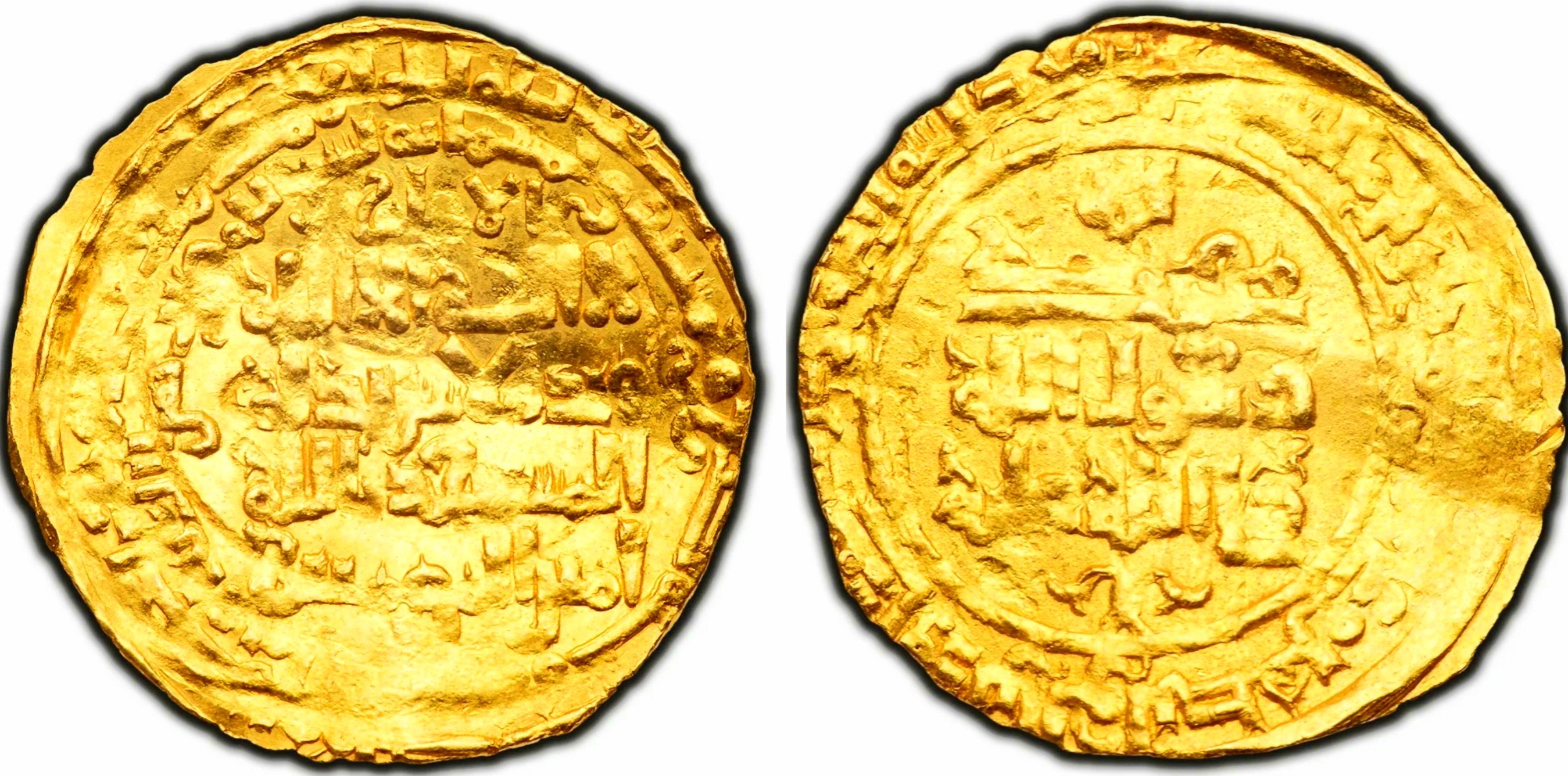
al-Mustanjid coin

Abū'l-Muẓaffar Yusuf ibn Muhammad al-Muqtafi (arabiska:أبو محمد حسن بن يوسف المستنجد;; även känd i väst med stavningen Al-Mustanjid bi'llah), född 1124, död 18 december 1170, var en abbasidisk kalif 1160–1170.